# ياسمين ميان
ياسمين ميان هي مصارعة الهواة كندية، ولدت في 31 ديسمبر 1989 في جيلف في كندا.

## وصلات خارجية
- ياسمين ميان على موقع قاعدة بيانات المصارعة الدولية (الإنجليزية)
- ياسمين ميان على موقع أوليمبيديا (الإنجليزية)
- ياسمين ميان على موقع اللجنة الأولمبية الكندية (الإنجليزية)
- ياسمين ميان على موقع اتحاد ألعاب الكومنولث (مؤرشف) (الإنجليزية)